# Бешенковицький район
Бешенкови́цький райо́н (біл. Бешанковіцкі раён) — адміністративна одиниця Білорусі, Вітебської області. Адміністративний центр — селища міського типу Бешенковичі.

## Географія
Район розташований в центрі Вітебської області і межує з Вітебським, Шумілінським, Ушацьким, Лепельським, Чашницьким, Сенненським районами, знаходиться за 51 км від Вітебська і за 210 км від столиці Республіки Білорусь — Мінська.
Основні річки — Західна Двіна (тече по території району протягом 100 км), її притоки Улла (38 км), Кривинка (24 км), Свєчанка (40 км), Берізка (15 км). Щільність природної річкової мережі становить 0,43 км/км². У районі налічується понад 50 озер, із них 37 площею більше 5 га і загальною площею близько 19,49 км². Найбільші із них: Полозер'є (8,0 км²) розташоване на кордоні із Ушацьким районом, Соро (5,31 км²), Біле (1,49 км²), Слобідське (0,94 км²), Городнє (0,85 км²), Короневське (0,58 км²), Островінське (0,42 км²), Боровне.

## Історія
Район був утворений 17 липня 1924 року. До 1930 року входив до складу Вітебської округи. Після ліквідації округи, перейшов у пряме підпорядкування БРСР. 20 лютого 1938 року, після утворення Вітебської області, був включений до її складу.
Під час німецько-радянської війни в районі нацистами було створено 4 гетто, куди були зігнані євреї і практично повністю знищені.

## Адміністративний поділ
Бешенковицький район ділиться на 7 сільських рад:
- Бешенковицьку
- Бочейковську
- Верхньокривинську
- Верховську
- Островенську
- Соржицьку
- Ульську

## Персоналії
Відомі особистості, які народилися чи пов'язані із районом:
- Абазовський Костянтин Антонович (1919, Обухово–1944) — Герой Радянського Союзу.
- Доватор Лев Михайлович (1903, Хотино–1941) — радянський воєначальник, генерал-майор, Герой Радянського Союзу.
- Лев Іванович Сапега (1557, Островно–1633, Вільно)) — державний і військовий діяч Великого князівства Литовського і всієї Речі Посполитої, великий канцлер литовський, великий гетьман литовський (1625–1633), дипломат і політичний мислитель.
- Хруцкий Іван Фомич (1810, Улла–1885) — білоруський і російський художник, живописець.